# モスタファ・マドブーリー
モスタファ・カマール・マドブーリー（アラビア語: مصطفى كمال مدبولي、Mostafa Kamal Madbouly、1966年4月28日 - ）は、エジプトの政治家。2018年6月14日から首相となっている。日本語においてはムスタファ・マドブーリーという表記も見る。

## 経歴
カイロ大学工学部卒業。住宅大臣を務めていた2015年3月には、首都機能をカイロから新行政首都へ移転することを発表した。2017年12月にシェリーフ・イスマイールが病気の治療に専念するため首相代行を勤めていたが、2018年6月、アブドルファッターフ・アッ＝シーシー大統領がシェリーフの後任としてマドブーリーを首相に任命した。
2024年6月3日に内閣総辞職を表明。シーシー大統領はマドブーリーを首相に再任し、新政権の組閣を要請した。